# German Silva

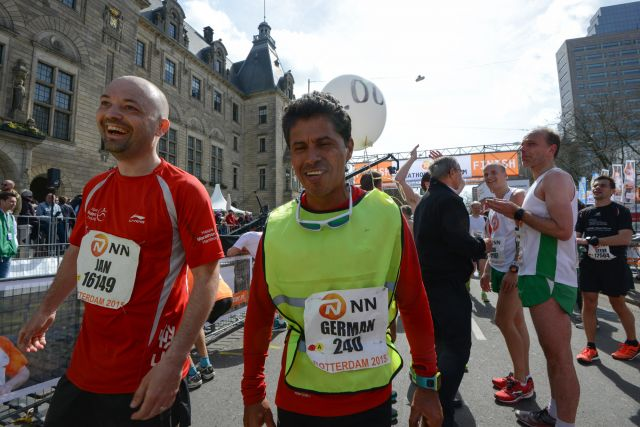
Rotterdam Marathon in 2015

German Silva (Zacatlán, 9 de janeiro de 1968) é um ex-maratonista mexicano duas vezes vencedor da Maratona de Nova York nos anos 90.
Participou por duas vezes nos Jogos Olímpicos, em Barcelona 1992 ficou em 6º lugar nos 10 000 metros e em Atlanta 1996 chegou também em 6º na Maratona.